# Specioso (nome)
Specioso  è un nome proprio di persona italiano maschile.

## Varianti
- Femminili: Speciosa[1][2]

### Varianti in altre lingue
- Catalano: Especiós[3]
- Latino: Speciosus[1]
  - Femminili: Speciosa[1]
- Russo: Специоз (Specioz)
- Spagnolo: Especioso[3]

## Origine e diffusione
Nome augurale ormai rarissimo, continua il latino Speciosus, basato sul verbo speciō ("osservare", "ammirare"); ha il significato di "bello", "di bell'aspetto", "brillante", "ricco di bellezza", lo stesso dei nomi Bella, Shayna, Grażyna, Callisto e Jamil.

## Onomastico
L'onomastico si può festeggiare il 15 marzo per la forma maschile, in memoria di san Specioso, proprietario terriero che si fece monaco, con il fratello Gregorio, a Terracina, e l'11 gennaio (il 18 giugno per la traslazione delle reliquie) per il femminile, in ricordo di santa Speciosa, religiosa di Pavia.

## Persone
- Specioso, politico romano, funzionario sotto Teodorico il Grande
- Specioso, vescovo di Firenze